# ذاکر حسین (بازیکن فوتبال)
ذاکر حسین (بنگالی: জাকির হোসেনে؛ زادهٔ ۱۰ دسامبر ۱۹۷۴) بازیکن فوتبال اهل بنگلادش بود.
وی همچنین در تیم‌های ملی فوتبال زیر ۲۳ سال بنگلادش و بنگلادش بازی کرده است.